# Turning Point USA
Turning Point USA (TPUSA) is een Amerikaanse conservatieve jongerenorganisatie, die naar eigen zeggen de liberale invloed op universiteiten bestrijdt. De organisatie is omstreden vanwege banden met extreemrechts en door racistische en seksistische uitlatingen gedaan door prominente leden. Ook het bijhouden van een zwarte lijst van universitair personeel wordt door critici als onethisch bestempeld.
De groep staat positief tegenover Donald Trump en de nativistische beweging binnen de Republikeinse Partij.
De oprichter en voorman van Turning Point USA is Charlie Kirk, een vooraanstaand persoon in Republikeinse kringen. Ook het hoofd woordvoering Candace Owens is een vaak geziene gast in de Republikeinse media. De conservatieve vuurwapenactiviste Kaitlin Bennett, beter bekend als "Gun Girl", was een voorzitster van een lokale afdeling, maar stapte op nadat een incident, waarbij een mannelijke activist van Turning Point USA een luier droeg, leidde tot spot onder tegenstanders.